# Lisbon (Nowy Jork)
Lisbon – town w Stanach Zjednoczonych, w stanie Nowy Jork, w hrabstwie St. Lawrence.
Powierzchnia town wynosi 113,92 mi² (około 295 km²). W 2010 roku jego populacja wynosiła 4102 osoby, a liczba gospodarstw domowych: 1773. W 2000 roku zamieszkiwało je 4047 osób, a w 1990 mieszkańców było 3746.
Miejscowość posiada identyczną nazwę z angielską wersją stolicy Portugalii - Lizboną. 